# 부안종개
부안종개는 미꾸리과의 물고기이다. 몸길이는 약 6 ~ 7cm로 작으며, 최대길이도 8.5cm를 넘지 않는다. 주둥이는 긴 편이며, 위턱이 아래턱보다 길게 튀어나와 있다. 전북특별자치도 부안군 변산반도 백천 유역에만 분포하는 고유종이며, 멸종위기 야생생물 Ⅱ급으로 지정되어 보호받고 있다.
1. ↑  Lee, H.-H. (2024). “Cobitis pumila”. 《IUCN 적색 목록》 (IUCN) 2024: e.T148447462A254178918.
2. ↑  국립생물자원관. “부안종개”. 《한반도의 생물다양성》. 대한민국 환경부.